# Glee プロジェクト 〜主役は君だ!
『Glee プロジェクト 〜主役は君だ!』(The Glee Project) は、アメリカのOxygenのリアリティ番組シリーズで、FOXのテレビシリーズ『glee/グリー』出演のためのオーディションである。2011年5月下旬に放送開始予定だったが、2011年6月12日に初回が放送された。カナダではSliceで2011年6月26日にトップ12選抜まで、拡大2時間放送が行われた。同じようにイギリスでもSky Oneで2011年7月14日に放送された。日本ではスカチャンで2011年7月29日に放送開始された。
『glee/グリー』の製作総指揮ライアン・マーフィーとダンテ・ディ・ロレトが『Glee プロジェクト 〜主役は君だ!』の製作総指揮を務める。『glee/グリー』のキャスティング監督ロバート・ウルリッチがキャスティングを務める。

## 選考方法
『Glee プロジェクト 〜主役は君だ!』の各エピソードでは1つのテーマが与えられ、課題をこなしていく。
宿題参加者には選ばれた曲の練習と歌詞の理解を目的とした「宿題」が与えられる。各エピソードの冒頭、参加者が『glee/グリー』の謎のゲスト・ジャッジの前で練習してきた曲の一部を歌う。一番、目的を達成した参加者にはミュージックビデオのための練習を一対一でゲストと行う。
ミュージックビデオ (グループ・パフォーマンス)参加者は『glee/グリー』のようなミュージックビデオに出演する。ビデオのために参加者はヴォイス・プロデューサーのニッキー・アンダースと共にプロのスタジオで曲の一部をレコーディングする。また振り付けをザック・ウッドリーに教わる。過程はすべて、キャスティング監督のロバート・ウルリッチによって確認されている。
合格発表3人以外の参加者がロバート・ウルリッチとザック・ウッドリー(8話目ではニッキー・アンダース)が参加者のパフォーマンスや練習過程から合格者を決め、残っているという"安心感"が与えられる。
最終試験合格発表で選ばれなかった3人はライアン・マーフィー本人の前で1人ずつ歌を披露する。パフォーマンスのできや、ロバート・ウルリッチとザック・ウッドリーの意見から3人のうち1人が不合格となる。
最終合格通知たいていのリアリティ番組と違い、直接不合格者が発表されない。「合格者一覧」が張られ、選ばれなかった3人が1人ずつ一覧表を見に行く。不合格者はアヴリル・ラヴィーンのKeep Holding Onを合格者のバックコーラスのもと、ステージで披露する。

## 参加者
| 名前                          | 年齢 | 出身地                                     | 結果        | 参加終了日    | 参考文献      |
| ----------------------------- | ---- | ------------------------------------------ | ----------- | ------------- | ------------- |
| ダミアン・マクギンティー・Jr. | 18   | 北アイルランド, デリー・シティー           | 優勝        | N/A           | [ 1 ]         |
| サミュエル・ラーセン          | 19   | カリフォルニア州, ロサンゼルス市           | 優勝        | N/A           | [ 2 ]         |
| アレックス・ニューウェル      | 18   | マサチューセッツ州, リン                   | 準優勝      | N/A           | [ 3 ]         |
| リンジー・ピアース            | 19   | カリフォルニア州, モデスト                 | 準優勝      | N/A           | [ 4 ]         |
| ハンナ・マクイアルワイン      | 19   | ノースカロライナ州, アシュビル             | 8話目で終了 | 2011年8月7日  | [ 5 ]         |
| キャメロン・ミッチェル        | 21   | テキサス州, フォートワース                 | 7話目で終了 | 2011年7月31日 | [ 6 ] [ 7 ]   |
| マリッサ・ボン・ブレイッケン  | 19   | ニューヨーク州, ニューヨーク市             | 6話目で終了 | 2011年7月24日 | [ 8 ]         |
| マティアス・フェーナンデス    | 19   | ブラジル, サンパウロ                       | 5話目で終了 | 2011年7月17日 | [ 9 ] [ 10 ]  |
| マッキンリー・エイブラハム    | 19   | ケンタッキー州, パデューカ                 | 4話目で終了 | 2011年7月10日 | [ 11 ]        |
| エミリー・バスケス            | 22   | ニューヨーク州, ニューヨーク市             | 3話目で終了 | 2011年6月26日 | [ 12 ]        |
| エリス・ワイリー              | 18   | イリノイ州, グレイズレイク                 | 2話目で終了 | 2011年6月19日 | [ 13 ] [ 14 ] |
| ブライス・ロス・ジョンソン    | 22   | カリフォルニア州, ウエストレイクヴィレッジ | 1話目で終了 | 2011年6月12日 | [ 15 ]        |

## エピソード
| No. | タイトル        | 視聴者 (数百万人) | 米国放送日    | 脱落者       |
| --- | --------------- | ----------------- | ------------- | ------------ |
| 0 | "The Top 12"    | TBA               | 2011年6月12日 | N/A          |
| 番組が始まるまでの選抜。 |                 |                   |               |              |
| 1 | "Individuality" | 0.455             | 2011年6月12日 | ブライス     |
| - ゲスト審査員/指導者: ダレン・クリス (ブレイン・アンダーソン役) - 課題曲: "Signed, Sealed, Delivered I'm Yours" – スティービー・ワンダー - 勝者: マティアス - ミュージックビデオ: "Firework" – ケイティ・ペリー - 最終試験者: - ダミアン – "Jessie's Girl" – リック・スプリングフィールド - ブライス – "Just the Way You Are" – ブルーノ・マーズ – 脱落 - エリス – "Big Spender" スイート・チャリティーより |                 |                   |               |              |
| 2 | "Theatricality" | 0.527             | 2011年6月19日 | エリス       |
| - ゲスト審査員/指導者: イディナ・メンゼル (シェルビー・コークラン役) - 課題曲: "Bad Romance" – Lady Gaga - 勝者: アレックス - ミュージックビデオ: "We're Not Gonna Take It" – トゥイステッド・シスター - 最終試験者: - エリス – "Mack the Knife" – 三文オペラ – 脱落 - マティアス – "Gives You Hell" – オール・アメリカン・リジェクツ - マッキンリー – "Piece of My Heart" – ジャニス・ジョプリン |                 |                   |               |              |
| 3 | "Vulnerability" | 0.591             | 2011年6月26日 | エミリー     |
| - ゲスト審査員/指導者: ドット・ジョーンズ (シャノン・ビースト役) - 課題曲: "Please Don't Leave Me" – P!NK - 勝者: マティアス - ミュージックビデオ: "Mad World" – マイケル・アンドリュース feat. ゲイリー･ジュール - 最終試験者: - キャメロン – "Your Song" - エルトン・ジョン - エミリー – "Grenade" – ブルーノ・マーズ – 脱落 - ダミアン – "Are You Lonesome Tonight?" - エルビス・プレスリー |                 |                   |               |              |
| 4 | "Dance Ability" | 0.745             | 2011年7月10日 | マッキンリー |
| - ゲスト審査員/指導者: ハリー・シャム・ジュニア (マイク・チャン役) - 課題曲: "Hey, Soul Sister" – トレイン - 勝者: サミュエル - ミュージックビデオ: "U Can't Touch This" - MCハマー - 最終試験者: - マッキンリー – "Last Name" – キャリー・アンダーウッド - 脱落 - マティアス – "Down" - ジェイ・ショーン - アレックス – "I Will Always Love You" - ホイットニー・ヒューストン |                 |                   |               |              |
| 5 | "Pairability"   | TBA               | 2011年7月17日 | マティアス   |
| - ゲスト審査員/指導者: ダレン・クリス (ブレイン・アンダーソン役) - 課題曲: "Need You Now" – レディ・アンテベラム - 勝者: マリッサ - ミュージックビデオ: - ダミアン & マティアス – "The Lady Is a Tramp" – サミー・デイビィス Jr. - ハンナ & アレックス – "Nowadays" – シカゴ - マリッサ & サミュエル – "Don't You Want Me" – ヒューマン・リーグ - キャメロン & リンジー – "Baby, It's Cold Outside" – フランク・レッサー - 最終試験者: - ハンナ & アレックス – "Valerie" – マーク・ロンソン と エイミー・ワインハウス - ダミアン & マティアス – "These Boots Are Made for Walkin'" – ナンシー・シナトラ - キャメロン & リンジー – "River Deep – Mountain High" – アイク&ティナ・ターナー - 最終選考者: - アレックス - キャメロン - マティアス - 脱落 |                 |                   |               |              |
| 6 | "Tenacity"      | 1.270             | 2011年7月24日 | マリッサ     |
| - ゲスト審査員/指導者: マックス・アドラー (デイヴ・カロフスキー役) - 課題曲: "Bulletproof" – ラ・ルー - 勝者: マリッサ - ミュージックビデオ: "Ice Ice Baby" - ヴァニラ・アイス / "Under Pressure" - クイーン feat. デヴィッド・ボウイ - 最終試験者: - アレックス – "And I Am Telling You I'm Not Going" – ドリームガールズ - マリッサ – "Hate On Me" – ジル・スコット – 脱落 - キャメロン – "Love Can Wait" – キャメロン・ミッチェル |                 |                   |               |              |
| 7 | "Sexuality"     | TBA               | 2011年7月31日 | キャメロン   |
| - ゲスト審査員/指導者: マーク・サリング (ノア・“パック”・パッカーマン役) と アシュリー・フィンク (ローレン・ジゼス役) - 課題曲: "Like A Virgin" – マドンナ - 勝者: サミュエル - ミュージックビデオ: "Teenage Dream" – ケイティ・ペリー - 最終試験者: - アレックス – "I Will Survive" – グロリア・ゲイナー - キャメロン – "Blackbird" – ザ・ビートルズ – 辞退 - ダミアン – "Danny Boy" – フレデリック・ウェザリー |                 |                   |               |              |
| 8 | "Believability" | 0.912             | 2011年8月7日  | ハンナ       |
| - ゲスト審査員/指導者: ジェナ・アウシュコウィッツ (ティナ・コーエン＝チャン役) - 課題曲: "True Colors" – シンディー・ローパー - 勝者: ハンナ - ミュージックビデオ: "The Only Exception" – パラモア - 最終試験者: - ハンナ – "Back to December" – テイラー・スウィフト – 脱落 - リンジー – "Maybe This Time" – キャバレー - サミュエル – "Animal" – ネオン・ツリーズ |                 |                   |               |              |
| 9 | "Generosity"    | TBA               | 2011年8月14日 | N/A          |
| - ゲスト審査員/指導者: ケヴィン・マクヘイル (アーティ・エイブラムス役) - 課題曲: "Lean On Me" – ビル・ウィザース - 勝者: Lindsay - ミュージックビデオ: "Sing" - マイ・ケミカル・ロマンス - 最終試験者: - アレックス – "His Eye Is on the Sparrow" – シヴィルラ・D・マーティン - リンジー – "Defying Gravity" – ウィキッド - ダミアン – "I've Gotta Be Me" – サミー・デイビィス Jr. - サミュエル – "My Funny Valentine" – ベイビーズ・イン・アームズ |                 |                   |               |              |
| 10 | "Glee-ality"    | 1.24              | 2011年8月21日 | N/A          |
| - ゲスト審査員/指導者: ライアン・マーフィー - 課題曲: "Don't Stop Believin'" – ジャーニー - ミュージックビデオ: "Raise Your Glass" - P!NK - 最終試験者: - リンジー - "Jimmy" - モダン・ミリー - ダミアン - "Beyond the Sea" - シャルル・トレネ - サミュエル - "Jolene" - ドリー・パートン - アレックス - "I Am Changing" - ドリームガールズ 準優勝でGlee2話分の出演権を獲得した者: アレックス・ニューウェル & リンジー・ピアース 優勝でGlee7話分の出演権を獲得した者: ダミアン・マクギンティー & サミュエル・ラーセン |                 |                   |               |              |

## 結果詳細
| サミュエル   | 合格   | 合格   | 合格   | 勝者   | 合格   | 合格   | 勝者   | リスク | リスク | 勝者 (7) |  |  |  |
| ダミアン     | リスク | 合格   | リスク | 合格   | 合格   | 合格   | リスク | 合格   | リスク | 勝者 (7) |  |  |  |
| リンジー     | 合格   | 合格   | 合格   | 合格   | 合格   | 合格   | 合格   | リスク | 勝/リ  | 勝者 (2) |  |  |  |
| アレックス   | 合格   | 勝者   | 合格   | リスク | リスク | リスク | リスク | 合格   | リスク | 勝者 (2) |  |  |  |
| ハンナ       | 合格   | 合格   | 合格   | 合格   | 合格   | 合格   | 合格   | 勝/脱  |        |          |  |  |  |
| キャメロン   | 合格   | 合格   | リスク | 合格   | リスク | リスク | 辞退   |        |        |          |  |  |  |
| マリッサ     | 合格   | 合格   | 合格   | 合格   | 勝者   | 勝/脱  |        |        |        |          |  |  |  |
| マティアス   | 勝者   | リスク | 勝者   | リスク | 脱落   |        |        |        |        |          |  |  |  |
| マッキンリー | 合格   | リスク | 合格   | 脱落   |        |        |        |        |        |          |  |  |  |
| エミリー     | 合格   | 合格   | 脱落   |        |        |        |        |        |        |          |  |  |  |
| エリス       | リスク | 脱落   |        |        |        |        |        |        |        |          |  |  |  |
| ブライス     | 脱落   |        |        |        |        |        |        |        |        |          |  |  |  |

 勝者  課題で勝利し、脱落のリスクがなかった者。

 勝/リ  課題で勝利したが、脱落のリスクがあった者。

 リスク  脱落のリスクがあった者。

 脱落  脱落した者。

 勝/脱  課題で勝利したが、脱落した者。

 辞退  脱落のリスクがあり、参加を辞退した者。

 勝者  Gleeの7話分出演できる勝者。

 勝者  Gleeの2話分出演できる勝者。